# Episodi di Fiabe ungheresi (prima stagione)
La prima stagione di Fiabe ungheresi è stata prodotta tra il 1977 e il 1978 e trasmessa da Magyar Televízió tra il 18 settembre e l'11 dicembre 1980. In Italia è stata trasmessa da Rete 3 tra il gennaio e il febbraio del 1981 e replicata dalla stessa rete nel 2005 con un altro doppiaggio.
| n° | Titolo originale                    | Titolo italiano                              | Prima TV Ungheria | Prima TV Italia  |
| -- | ----------------------------------- | -------------------------------------------- | ----------------- | ---------------- |
| 1  | Kacor király                        | Gatto con gli stivali                        | 18 settembre 1980 | 5 febbraio 1981  |
| 2  | A só                                | Il sale                                      | 25 settembre 1980 | 2 febbraio 1981  |
| 3  | A szállást kérő róka                | La volpe che chiedeva ospitalità             | 2 ottobre 1980    | 2 febbraio 1981  |
| 4  | A kismalac és a farkasok            | Il maialino e i lupi                         | 9 ottobre 1980    | 3 febbraio 1981  |
| 5  | A kis gömböc                        | Il cotechino                                 | 16 ottobre 1980   | 3 febbraio 1981  |
| 6  | Róka koma                           | La volpe e il lupo                           | 23 ottobre 1980   | 1º febbraio 1981 |
| 7  | A macskacicó                        | La gattina della foresta                     | 30 ottobre 1980   | 31 gennaio 1981  |
| 8  | Eb, aki a kanalát meg nem eszi      | Chi non mangia il suo cucchiaio è una bestia | 6 novembre 1980   | 4 febbraio 1981  |
| 9  | Zöld Péter                          | Le avventure di Giacomino                    | 13 novembre 1980  | 5 febbraio 1981  |
| 10 | Méhek a vonaton                     | Le api e il treno                            | 20 novembre 1980  | 4 febbraio 1981  |
| 11 | Az égig érő paszuly                 | La pianta di fagiolo che toccava il cielo    | 27 novembre 1980  |                  |
| 12 | A kicsi dió                         | La piccola noce                              | 4 dicembre 1980   | 6 febbraio 1981  |
| 13 | A szegény csizmadia és a szélkirály | Il ciabattino e il re dei venti              | 11 dicembre 1980  | 1º febbraio 1981 |